# The Time Warrior
The Time Warrior (Le Guerrier du Temps)  est le soixante-dixième épisode de la première série de la série télévisée britannique de science-fiction Doctor Who. Premier épisode de la saison 11, il fut originellement diffusé en quatre parties, du 15 décembre 1973 au 5 janvier 1974 et marque la première apparition d'Elisabeth Sladen  dans le rôle de Sarah Jane Smith.

## Accroche
Une enquête d'UNIT au sujet de savants enlevés va conduire le Docteur à collaborer avec la journaliste Sarah Jane Smith et à revenir sur le crash d'un vaisseau spatial au Moyen Âge. 

## Distribution
- Jon Pertwee — Le Docteur
- Elisabeth Sladen — Sarah Jane Smith
- Nicholas Courtney — Brigadier Lethbridge-Stewart
- Kevin Lindsay — Linx
- David Daker — Irongron
- John J. Carney — Bloodaxe
- Alan Rowe — Edouard de Wessex
- June Brown — Lady Eleanor
- Jeremy Bulloch — Hal
- Donald Pelmear — Le Professeur Rubeish
- Sheila Fay — Meg
- Gordon Pitt — Eric
- Steve Brunswick — Sentry

## Résumé
Au Moyen Âge, le brigand Irongron et son aide, Bloodaxe voient chuter un vaisseau spatial Sontarien non loin du château qu'ils ont volé. Ils concluent un pacte avec Linx, l'occupant de la navette, celui-ci peut réparer son vaisseau à condition de lui fournir des "armes magiques" qui lui permettrait de renverser le seigneur Edouard de Wessex, son rival. Malgré leur accord, les deux parties se méfient l'une de l'autre, notamment le sontarien, qui vient d'un empire en guerre perpétuelle. 
Pendant ce temps là, au XXe siècle, le Docteur est appelé par le Brigadier Lethbridge-Stewart afin d'enquêter sur la disparition mystérieuses des plus éminents scientifiques de la planète. Il est gardé dans un complexe de UNIT avec un scientifique myope du nom de Rubeish et une jeune journaliste, Sarah Jane Smith qui a infiltré la base en se faisant passer pour sa tante. En réalité, Linx, possède un projecteur Osmic qui lui permet de kidnapper des scientifiques dans le futur afin qu'ils puissent réparer son vaisseau. Le projecteur permet de créer une brèche assez rapide que le Docteur repère lors de l'enlèvement de Rubeish, ce qui lui permet de guider le TARDIS près du château d'Irongron à l'époque du crash. Il ne sait pas que Sarah Jane s'est introduite à bord et qu'elle ère près du château, croyant à une reconstitution médiévale.
Edouard de Wessex décide d'envoyer ses hommes dans une mission destinée à tuer Irongron, mais ses hommes sont repérés et hypnotisés par Linx afin de révéler leur plan. Sarah Jane se fait capturer et hypnotiser elle aussi. Elle parvient à libérer un archer de Wessex, Hal alors qu'il est face à un chevalier robot construit par Linx. Ils s'enfuient ensemble et alerte le château de Wessex, tandis que le Docteur tente de discuter avec Linx, qui, borné, ne souhaite que rentrer chez lui. Il réalise peu de temps après que Sarah Jane Smith a voyagé en même temps que lui sur le vaisseau, tandis qu'elle pense qu'il est la raison de tous ces anachronismes. 
Le lendemain, les troupes d'Irongron attaquent le château de Wessex avec leurs nouvelles armes, mais l'attaque échoue grâce à plusieurs ruses du Docteur maintenant allié à Sarah Jane Smith. La relation entre Linx et Irongron commence à se détériorer. Sarah et le Docteur entrent dans le château d'Irongron déguisés en moine et entrent dans le laboratoire, où Rubeish les informe que les scientifiques enlevés s'écroulent à cause de la fatigue et de l'inanition. Le Docteur tente de persuader Linx, qui lui tire dessus. Il ne doit son salut grâce à un objet lancé par Rubeish qui a atteint la base du cou de l'armure sontarienne, provoquant son évanouissement. Le Docteur modifie le projecteur Osmic afin qu'il puisse renvoyer les scientifiques à leurs époques. 
Déguisé en robot, le Docteur est découvert par Irongron mais réussit à s'enfuir. Après un banquet, Irongron, ivre, accuse Linx de l'avoir trahit et celui-ci le tue. Alors qu'il s'enfuit dans son vaisseau, Hal tire une flèche à la base du cou de Linx, ce qui le tue. Le Docteur et ses compagnons réussissent à faire fuir les habitants du château avant que le vaisseau n'explose. Il retourne alors dans le TARDIS en compagnie de Sarah Jane.

### Continuité
- Il s'agit de la première apparition d'un guerrier Sontarien dans la série. On apprend qu'il s'agit d'un empire guerrier et que les Sontariens sont élevés en batterie. Tout comme ses congénères, il est incapable de distinguer un homme d'une femme. On voit aussi leur point faible situé à l'arrière de leur cou.
- Première apparition de celle qui restera la compagne la plus longue de la série, Sarah Jane Smith.
- Dans la série The Sarah Jane Adventures, Sarah Jane décrit plusieurs fois les sontariens comme ressemblant à des grosses patates cuites.
- Le Docteur donne pour la première fois de la série le nom de la planète d'où il vient, Gallifrey. Il qualifie les seigneurs du temps de contrôleurs de ticket galactiques.
- On entend parler de la guerre entre les Sontariens et les Rutans. Ceux-ci apparaîtront dans « Horror of Fang Rock ».
- L'épisode montre un nouveau générique ainsi que le nouveau logo en forme de losange, qui restera près de 7 ans.

## Production

### Scénarisation
L'idée de l'épisode est né d'une suggestion du scénariste Robert Holmes qui s'est aperçu que depuis « The Evil of the Daleks » plus aucun épisode n'avait été écrit dans le but avoué de faire une aventure se déroulant en partie dans le passé. L'idée d'un épisode se situant à l'époque médiévale fut accepté par le producteur Barry Letts à condition que celui-ci ne mette en scène aucune figure historique et ai une base de science fiction. L'épisode fut commissionné le 26 février 1973 sous le titre de "The Time Fugitive" (le fugitif du temps). Le résumé de l'épisode, intitulé “The Time Survivor” (le survivant du temps) 
fut écrit sous forme d'une rapport de mission du Sontarien Hol mes à son supérieur Terran Cedicks. Malgré cette présentation inhabituelle, le script fut accepté et pris son titre définitif de "The Time Warrior" en avril 1973. 
Le scénario changera quelque peu, ainsi, à l'origine, le Docteur devait être à l'origine de la mort de Linx, et le Docteur devait venir de la planète Gallfrey. Le script devait introduire aussi une nouvelle assistante pour le Docteur depuis le départ de Jo Grant. En attendant les décisions de Barry Letts du script-éditor (responsable des scénarios) Terrance Dicks sur le caractère définitif du personnage, Robert Holmes l'avait juste appelé "Smith" dans les brouillons du script. Le nom plut à Letts et Dicks qui définirent le personnage Sarah Jane Smith, une journaliste, plus indépendante et débrouillarde que Jo, afin de laver les soupçons de sexisme dont on accusait la série.
À l'issue du tournage de cet épisode, Terrance Dicks avouera vouloir arrêter sa charge de "script-éditor" à la fin de la saison 11 et Robert Holmes se présenta pour le remplacer.

### Casting
- À l'origine, c'était l'actrice April Walker qui devait jouer le rôle de la nouvelle compagne du Docteur, un autre personnage, mais la production s'est rendu compte qu'elle ne s'entendait pas avec Jon Pertwee. Le casting tardif révélera Elisabeth Sladen, une jeune actrice alors envisagé pour les seconds rôles. Son personnage ne sera révélé à la presse que le 23 juin, dix jours après le tournage de la dernière partie.
- Bob Hoskins devait jouer le rôle d'Irongron et a recommandé David Daker pour ce rôle.
- Jeremy Bulloch qui joue le rôle de Hal est plus connu pour avoir interprété le chasseur de primes Boba Fett dans la première trilogie Star Wars.

### Tournage
La réalisation de l'épisode débuta à la toute fin du tournage de la saison 10. Barry Letts avait l'intention de tourner l'épisode lui-même, mais trop occupé sur une nouvelle série nommée Moonbase 3, il confia la réalisation à Alan Bromly, un réalisateur et producteur ayant travaillé pour les séries Compact et Out Of The Unknown.
Les scènes en extérieur se déroulant au château d'Irongron furent tournées du 7 au 10 mai 1973 au château de Peckforton dans le Cheshire. 
Le tournage en studio débuta les 28 et 29 mai au Studio 6 du Centre télévisuel de la BBC par la réalisation des deux premières parties. Le 28, Kevin Lindsay qui jouait le rôle du soldat Sontarien, eu un malaise, son costume étant trop lourd pour lui. L'acteur se découvrira une faiblesse cardiaque et Alan Bromly fera en sorte de ne tourner avec lui que lorsque cela est nécessaire. Le tournage des dernières parties aura lieu les 11 et 12 juin.

### Post Production
À la fin de l'été, Barry Letts demandera à Bernard Lodge de composer un nouveau générique pour Doctor Who. Il décida d'arrêter les effets lumineux, marque de la série depuis sa création pour un effet de tunnel. Il fera aussi le design du nouveau logo en forme de losange.

## Diffusion et Réception
| Épisode | Date de diffusion | Durée | Téléspectateurs en millions | Archives            |
| --- | ----------------- | ----- | --------------------------- | ------------------- |
| Épisode 1 | 15 décembre 1973  | 24:15 | 8,7                         | Bandes couleurs PAL |
| Épisode 2 | 22 décembre 1973  | 24:10 | 7,0                         | Bandes couleurs PAL |
| Épisode 3 | 29 décembre 1973  | 23:30 | 6,6                         | Bandes couleurs PAL |
| Épisode 4 | 5 janvier 1974    | 24:57 | 10,6                        | Bandes couleurs PAL |
| Diffusé en quatre parties du 15 décembre 1973 au 5 janvier 1974, l'épisode réussi à faire décoller l'audience en dernière semaine. |                   |       |                             |                     |

Les rapports d'audience de la série furent assez bon et le public apprécia le climax. Certains trouvèrent quand même l'histoire tirée par les cheveux avec un comique trop "slapstick".
Pour la reprise de la série à la télévision, le comic-book de Doctor Who décide d'abandonner le personnage d'Arnold, enfant surdoué écrit pour servir de compagnon provisoire au Docteur.

### Critiques
En 1995 dans le livre "Doctor Who : The Discontinuity Guide", Paul Cornell, Martin Day et Keith Topping donneront un avis positif sur cet épisode qu'il estime comme une bonne victoire et l'un des épisodes les plus drôle de Robert Holmes. Les auteurs de "Doctor Who : The Television Companion" (1998) sont plus dubitatifs, estimant l'histoire divertissante mais manquant de ce petit plus qui permet de lancer une nouvelle saison. 
En 2010, Mark Braxton de Radio Times saluera l'écriture des personnages et la qualité des dialogues, et trouve que le personnage de Linx fait le succès de cet épisode. Sur le site "The A.V. Club", Christopher Bahn, dit apprécier lui aussi la caractérisation de Linx et de Sarah Jane. Sur le site "DVD Talks" Stuart Galbraith donnera à l'épisode la note de 4 sur 5, soulignant "l'intelligence de l'écriture" et le jeu d'acteur de David Dakar. En 2009, le site du magazine SFX listera le moment où Linx enlève son casque dans les moments les plus effrayant de la série Doctor Who.

## Novélisation
L'épisode fut novélisé sous le titre "Doctor Who and the Time Warrior" par Terrance Dicks et publié en juin 1978. Il porte le numéro 65 de la collection Doctor Who des éditions Target Book. Le roman contient un prologue de Robert Holmes mettant en scène Linx et une escouade de Rutans et l'on apprend que son nom de famille est Jingo. On apprend aussi que la Terre n'était pas surveillé par les Sontarien, ce qui arrivera dans l'épisode « The Sontaran Experiment. » À l'origine, c'était Holmes lui-même qui devait novéliser cet épisode mais n'ayant pas le temps, il demandera à Dicks de le faire. Ce roman ne connut aucune traduction à ce jour.

## Éditions VHS, CD et DVD
L'épisode n'a jamais été édité en français, mais a connu plusieurs éditions au Royaume-Uni et aux États-Unis.
- L'épisode est sorti en VHS en 1989. Il manque à cette version un passage où Sarah Jane se fait capturer au début de la partie 2.
- L'épisode ressorti en version DVD le 3 septembre 2007 au Royaume-Uni dans son format original[11].  Il contient en bonus les commentaires audio d'Elisabeth Sladen, Barry Letts et Terrance Dicks, un documentaire sur le tournage, une version avec les effets spéciaux refaits, etc. Il fut réédité dans un coffret "Bred for War" contenant les épisodes des Sontariens « The Sontaran Experiment », « The Invasion of Time » et « The Two Doctors ». Il fut aussi réédité en janvier 2011 dans la collection Doctor Who DVD Files no 53.
- L'épisode est disponible dans l'iTunes Store depuis août 2008.
- En 2009 une lecture abrégé de la novélisation de cet épisode par Jeremy Bulloch en CD fut édité par les BBC Audiobooks[12].